# Lophiostoma rubi
Lophiostoma rubi är en svampart som först beskrevs av Karl Wilhelm Gottlieb Leopold Fuckel, och fick sitt nu gällande namn av Yin. Zhang, C.L. Schoch & K.D. Hyde 2009. Lophiostoma rubi ingår i släktet Lophiostoma och familjen Lophiostomataceae.   Inga underarter finns listade i Catalogue of Life.
I den svenska databasen Dyntaxa används istället namnet Massarina rubi för samma taxon.  Arten är reproducerande i Sverige.